# Баша, Арлинд
Арлинд Баша (алб. Arlind Basha; 8 февраля 1996, Женева, Швейцария) — косоварский футболист, нападающий.

## Клубная карьера
Родился в Женеве, но в 6 лет его семья вернулась в Косово. Баша — воспитанник «Велазними», с семи лет находящийся в системе клуба. В 13 лет отправился на просмотр в «Кьево», но не подписал с клубом контракт, так как был слишком юн. В апреле 2012 года забил гол в своём дебютном матче, став самым молодым автором гола в истории чемпионата Косова.
В мае 2012 года Арлинд заключил контракт с «Хайдуком» из Сплита после того, как игрок удачно прошёл просмотр. По правилам Баша не может играть за основную команду, пока ему не исполнится 18 лет, поэтому первое время тренировался с молодёжной. Когда игроку исполнилось 18 лет, он подписал профессиональный контракт с клубом. 10 ноября 2013 года игрок дебютировал за клуб, выйдя на поле за 10 минут до окончания товарищеского матча против «Бешикташа». Во время зимних сборов главный тренер «Хайдука» Игор Тудор выбрал Башу для дальнейшего участия в Первой Лиге ХФЛ. 14 февраля 2014 года дебютировал за клуб в игре против «Хрватски Драговоляц», отыграв весь второй тайм. Покинул клуб в 2016 году.
В августе 2017 года подписал соглашение с «Хакой» из Валкеакоски. 12 августа дебютировал за клуб в матче против ГрИФК, выйдя на замену на 69 минуте матча. Встреча завершилось победой команды Арлинда со счётом 3:1. В январе 2018 года стал свободным агентом.
У Баши нет швейцарского паспорта, поэтому по правилам он не может играть за сборные Швейцарии любых возрастов. Он выразил большое желание играть за сборную Албании или Косово.